# Johann Friedrich Herwarth von Bittenfeld

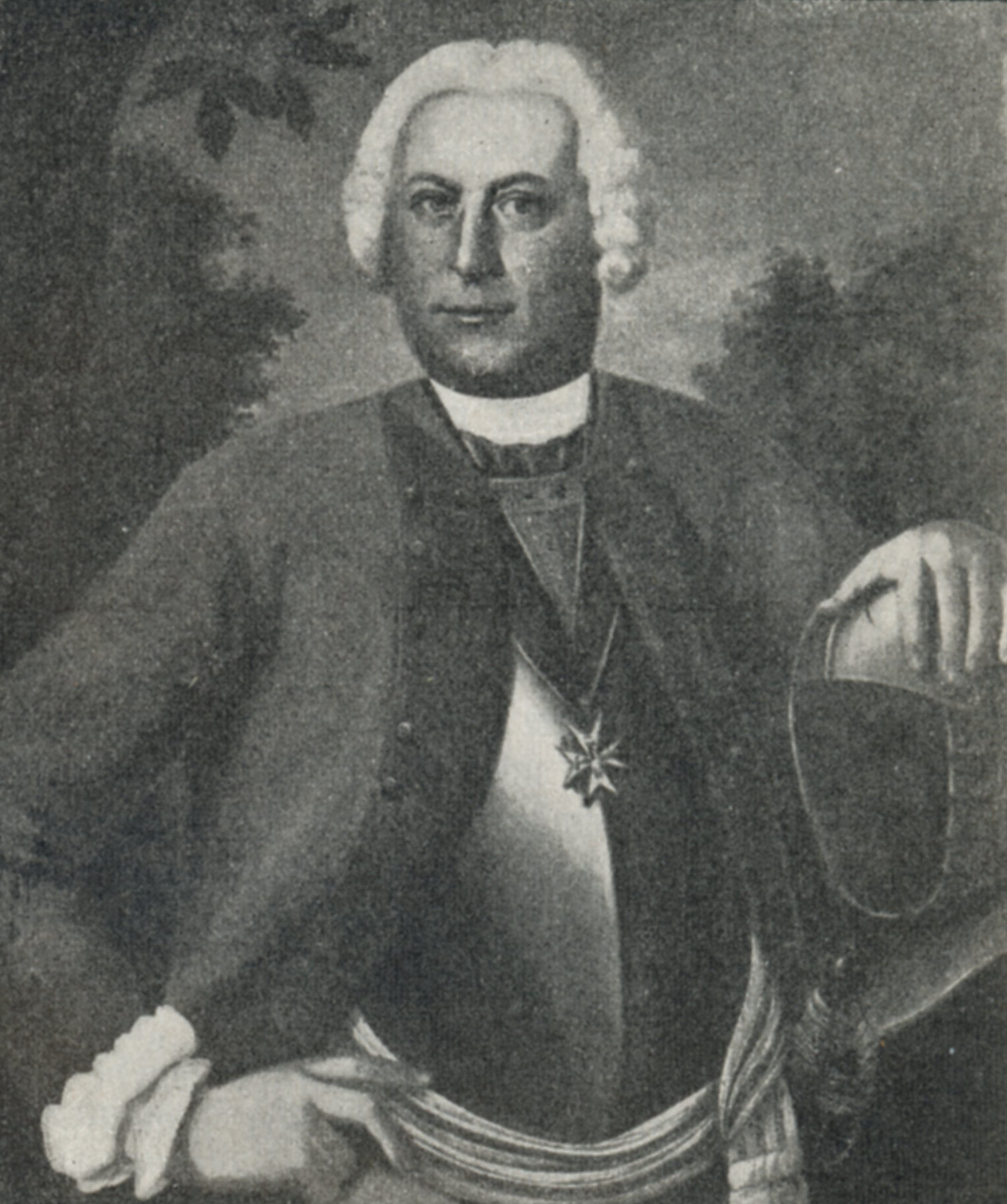
Johann Friedrich Herwarth von Bittenfeld

Johann Friedrich Herwarth von Bittenfeld (* 23. April 1696; † 18. Juni 1757 bei Kolin) war ein preußischer Oberst, Kommandeur des Infanterieregiments „Neuwied“ und Ritter des Ordens Pour le Mérite. 

## Leben

### Herkunft
Er entstammte dem alten schwäbischen Adelsgeschlecht Herwarth von Bittenfeld (auch als Herwart oder Hörwarth von Bittenfeld), das zu den ältesten regimentsfähigen Stadtadelsgeschlechtern der freien Reichsstadt Augsburg gehörte. Seine Eltern waren Eberhard Wolfgang Herwarth von Bittenfeld (1630–1702) und dessen Ehefrau Johanna Maria, geborene von Lindemann († 4. Juli 1754) aus dem Haus Groß-Seidlitz in Schlesien.

### Militärkarriere
Nach dem Tod seines Vaters kam der junge Johann zu seinem Onkel, dem Württemberger Rittmeister Friedrich Wolfgang von Lindemann († 1704). Dieser war Generaladjutant des Herzogs Karl Alexander von Württemberg . Aber sein Onkel wurde in der Schlacht bei Höchstädt 1704 getötet. Seine Mutter schickte daraufhin auf das Gymnasium in Schwäbisch Hall. Aber 1711 verlässt er die Schule und geht nach Stuttgart, um in die Württemberger Armee einzutreten. Ein Verwandter, der dort Oberjägermeister ist, vermittelt ihn als Pagen an den Hof des Eberhard Ludwig von Württemberg. 1712 ging er mit ihm zur Krönung des Kaisers Karl VI. (HRR) in Frankfurt am Main. Als der 1716 Kaiser Württemberger Truppen für den Krieg gegen die Türken anforderte, meldete sich auch Herwarth von Bittenfeld. So erhielt er am 15. März 1716 die Ernennung zum Fähnrich des Leibregiments. So kämpfte er vor Temeschvar, das sich am 13. Oktober 1716 ergab. Das Heer des Kaisers eroberte 1717 Belgrad. Die Gelegenheit nutzten die Spanier, um Sizilien zu besetzen. Daher wurde Frieden geschlossen und die Truppen nach Italien verlegt. So kam es 1719 zur Belagerung von Messina. Die Stadt ergab sich am 19. August 1719. Herwarth von Bittenfeld wurde bei der Belagerung verletzt, erhielt aber auch die Beförderung zum Leutnant. Nach dem Friedensschluss von 1720 kam auch das Regiment zurück nach Württemberg. Es dauerte bis 1731, dass er eine eigene Kompanie erhielt. Danach nahm er 1734 am Feldzug zum Rhein teil.
Das Regiment nahm dann bei Freiburg im Breisgau Quartier. Im Jahr 1740 kam es wieder in kaiserliche Dienste. Aber der Sold blieb aus, 1741 erhielten die Truppen preußischen Sold. Am 12. Mai 1741 rückte die Armee in Wesel ein und wurde das „Regiment Braunschweig-Bevern zu Fuß“. Herwarth von Bittenfeld war zu der Zeit der älteste Hauptmann des Regiments. 1745 ging er nach Wildbad zur Kur, dort warb er gleich – sehr zum Unwillen der Österreicher – Soldaten. Offensichtlich war er erfolgreich, am 24. Oktober 1745 wurde er dafür zum Major ernannt. Am 30. Juli 1754 wurde er Oberstleutnant und als das Regiment 1755 nach Minden verlegt wurde, wurde er Kommandeur des Regiments. Im Siebenjährigen Krieg wurde das Regiment nach Schlesien in Marsch gesetzt und am 17. Februar 1757 erhielt er seine Beförderung zum Oberst. Nach der Schlacht bei Prag zog er mit dem Regiment in die Schlacht bei Kolin.
Er stürmte mit dem Regiment eine Batterie von 16 Kanonen. Dabei wurde er von einer Kanonenkugel tödlich getroffen und noch auf dem Schlachtfeld beigesetzt.

### Familie
Er war seit 1740 mit Johanna Elisabeth Harpprecht von Harpprechtstein († 6. März 1781) verheiratet. Sie war die Tochter des Präsidenten von Sachsen-Meiningen Stephan Christoph Harpprecht von Harpprechtstein. Das Paar hatte folgende Kinder:
- Christian Ludwig Friedrich (* 6. Dezember 1741; † 5. Juni 1790), Chef des 2. Kuban. Jäger-Bataillons ⚭ N.N. von Brunikowska (Stammeltern der Herwath in Russland)
- Johanna Dorothea (* 20. April 1746; † 4. März 1824), Stiftsdame in Soest
- Karoline Christine Eberhardine (* 24. Januar 1748; † 24. April 1751)
- Juliane Auguste Charlotte (* 6. August 1749; † 22. September 1823) ⚭ 1781 Christian Wilhelm Freytag von Gödens († 10. Juni 1804), Oberst und Kommandeur des Infanterieregiments Nr. 10, Drost von Aurich
- Wilhelm Karl (* 9. Juli 1751; † im 1790), badischer Hauptmann in Rastatt
- Christian Ludwig (* 13. Oktober 1752; † 17. Februar 1807), Chef des Grenadierbataillons „Herwarth“, starb an den bei Jena erhaltenen Verletzungen ⚭ 22. März 1789 Johanne Wilhelmine Eberhardine von Haeften (* 12. September 1764; † 10. Oktober 1828)
- Johann Eberhard Ernst (1753–1833) ⚭ Johanna Friederike Auguste von Arnstedt (* 22. Juni 1765; † 13. September 1851)
- Johann Ernst Friedemann (* 15. Oktober 1755; † 9. Oktober 1808), Major ⚭ 30. September 1795 Johanne Eleonore Richter (* 28. Januar 1771; † 23. September 1811)